# Alain De Roo
Alain De Roo (Gent, 17 november 1955) is een voormalig Belgisch wielrenner. De Roo was actief als professional van 1978 tot 1989. Hij won in die 12 jaar als profrenner in totaal 22 wedstrijden.
Hij begon zijn profcarrière bij Flandria-Velda, de ploeg met onder meer Seán Kelly, Freddy Maertens, Joaquim Agostinho en Michel Pollentier. Hij won in zijn eerste jaar de eerste etappe van de Tour d'Indre-et-Loire en werd derde in de Omloop van het Houtland. Het jaar erop won hij die laatste genoemde koers. In 1980 maakte hij samen met Freddy Maertens de stap naar de Italiaanse ploeg San Giacomo. Een jaar later reden beide weer voor een Belgische ploeg, Boulde d'Or. In dienst van die ploeg reed ie twee keer de Ronde van Frankrijk en won in 1982 de GP de Tournaisis. Van 1982 tot en met 1985 behaalde De Roo redelijk wat overwinningen en ereplaatsen in de Belgische wedstrijden. Zo won hij tweemaal de Grote 1-Mei-prijs. Vanaf 1986 speelde hij een wat mindere rol en het aantal ereplaatsen nam af. Zijn laatste profoverwinning behaalde hij in 1987, de Witte Donderdagprijs in Bellegem.

## Belangrijkste overwinningen
1978
- 1e etappe Ronde van Indre en Loire (eerste profzege)

1979
- Omloop van het Houtland

1982
- GP de Tournaisis
- Omloop van West-Brabant

1983
- Grote 1-Mei-prijs

1984
- Grote 1-Mei-prijs

1987
- Bellegem (Witte Donderdagprijs) (laatste profzege)

## Resultaten in voornaamste wedstrijden
| Jaar | Ronde van Italië | Ronde van Frankrijk | Ronde van Spanje |
| ---- | ---------------- | ------------------- | ---------------- |
| 1979 |                  |                     |                  |
| 1980 |                  |                     | buiten tijd      |
| 1981 |                  | 119e                |                  |
| 1982 |                  | 123e                |                  |
| 1984 |                  |                     |                  |
| 1985 |                  |                     |                  |
| 1987 |                  |                     |                  |
| 1988 |                  |                     |                  |

| Jaar | Milaan-San Remo | Gent-Wevelgem |
| ---- | --------------- | ------------- |
| 1979 | 26e             |               |
| 1980 | 36e             |               |
| 1981 |                 |               |
| 1982 |                 |               |
| 1984 |                 | 36e           |
| 1985 |                 | 52e           |
| 1987 |                 | 74e           |
| 1988 |                 | 82e           |